# Papovaviridae
Papovaviridae (česky papovaviry) je podle některých starších prací čeleď zahrnující viry rodů Papillomavirus a Polyomavirus, které se liší svou velikostí, genomem a složením. Jako skupina mají papovavirusy tendenci vyvolávat subklinické nebo chronické perzistující infekce charakterizované navíc tvorbou nádorů. Pro ptáky významná onemocnění způsobené papovaviry jsou papilomatóza ptáků a polyomaviróza ptáků, které patří mezi virové infekce ptáků.
Nynější taxonomie rozděluje příslušné rody do dvou čeledí: Papillomaviridae (řád Zurhausenvirales) a Polyomaviridae (řád Sepolyvirales), patřících do nadřazené třídy Papovaviricetes.

## Popis
Jsou to neobalené viry průměrné velikosti 40-55 nm, s ikozaedrální symetrií kapsidy složenou z 72 kapsomer; genom je tvořen jednou molekulou kruhové dvouvláknové DNA.
Virové částice papilomavirů mají v průměru 50-55 nm, molární hmotnost DNA je 5×106 (tzn. 7,5-8 kbp), G+C je 40-50 %, zatímco polyomaviry měří v průměru 40-45 nm, molární hmotnost DNA je 3×106 (4,8-5,5 kbp) a obsah G+C je 40-48 %.